# Arda (Evros)
L’Arda (in bulgaro Арда?, in turco: Arda, in greco Άρδας?) è un fiume di 290 km che scorre tra Bulgaria e Grecia, affluente dell'Evros.

## Geografia
La sua sorgente si trova in Bulgaria, nei monti Rodopi, vicino al villaggio di Arda, parte del comune di Smoljan. Scorre verso est, passando per Rudozem, Kărdžali e Ivajlovgrad, ed entra in Grecia nella parte settentrionale dell'unità periferica di Evros. Confluisce nell'Evros sul confine tra Grecia e Turchia, tra il villaggio greco di Kastanies e la città turca di Edirne.
Nella sezione bulgara ci sono tre laghi artificiali per l'energia idroelettrica e per l'irrigazione: Kardžali, Studen Kladenec e Ivajlovgrad. La sezione bulgara dell'Arda, lunga 241 km, ne fa il fiume più lungo dei monti Rodopi. Il Djavolski most, ponte ad arco costruito nel Medioevo, lo attraversa a 10 km da Ardino.

### Alluvioni
Tre alluvioni (la prima il 28 febbraio 2005, quando il livello dell'acqua raggiunse i 4,8 m; le altre il 1º marzo e il 7 marzo dello stesso anno) fecero straripare l'Arda nelle aree attorno, soprattutto nell'area di Kastanies, che fu trasformata in laguna. L'unione delle acque dell'Evros e dell'Arda allagò strade ed edifici, costringendo le persone a barricarsi nelle loro case.

## Omaggi
Il monte Arda, sull'isola Livingston, nelle isole Shetland Meridionali (Antartide), nonché il minerale ardaite, sono stati così chiamati come tributo al fiume Arda. Anche la squadra di calcio dell'Arda Kărdžali si chiama così in onore del fiume.